# Kamal Ahmed
Kamal Ahmed (7 de mayo de 1966), conocido como Kamal, es un comediante y actor estadounidense, miembro del acto cómico conocido como The Jerky Boys junto a John G. Brennan. Ha actuado y dirigido en muchas películas, incluyendo Rapturious, finalizada en 2006.
Ahmed ha interpretado personajes como Frank Kissel, veterano de la Segunda Guerra Mundial; Tarbash, un mago egipcio, y Ali Kamal en los álbumes de Jerky Boys. Junto a John G. Brennan protagonizó la comedia The Jerky Boys: The Movie en 1995.
En 2000, Ahmed publicó un álbum como solista titulado Once A Jerk, Always A Jerk.